# Acid Survivors Foundation
Die Acid Survivors Foundation (ASF) ist eine Hilfsorganisation in Dhaka, die sich um Opfer von Säureattentaten kümmert.

## Geschichte
ASF wurde 1999 mit der Unterstützung von UNICEF und der Canadian International Development Agency gegründet.
2005 verlieh die deutsche Sektion von Amnesty International der Mitbegründerin und Geschäftsführerin von ASF, Monira Rahman, den Menschenrechtspreis. 2014 übernahm Shelina Ahmed den Posten der Geschäftsführerin.
Neben der medizinischen Unterstützung der Opfer bemüht sich ASF um Prävention und Ächtung dieser Verbrechen sowie um Strafverfolgung der Täter.

## Hintergrund
In Bangladesch kommen Säureattentate auf Frauen und Männer relativ häufig vor. Dreiviertel der Anschlagsopfer sind Frauen, ihr Durchschnittsalter liegt bei 21 Jahren. Der erste Fall eines Säureanschlags ist in Bangladesch 1967 bekannt geworden. Das Motiv ist Rache, etwa bei Familienstreitigkeiten, nach einem abgelehnten Heiratsantrag oder nach Zurückweisung sexueller Avancen.
Die Opfer eines solchen Anschlags sind nicht nur körperlich entstellt, sondern leiden darüber hinaus in hohem Maße unter den psychischen und sozialen Folgen (gesellschaftliche Ausgrenzung), während die Täter häufig straffrei ausgehen.

## Statistik
Die Acid Survivors Foundation veröffentlicht eine Statistik zu Säureattentaten. Die Daten basieren auf Erhebungen über journalistische Quellen und Angaben lokaler NGOs sowie direkte Kontakte Betroffener. Die Statistik sieht für den Zeitraum 1999–2013 wie folgt aus:
| Periode   | Zahl der Fälle | Betroffene Personen |
| --------- | -------------- | ------------------- |
| 1999      | 165            | 167                 |
| 2000      | 240            | 240                 |
| 2001      | 351            | 352                 |
| 2002      | 494            | 496                 |
| 2003      | 417            | 420                 |
| 2004      | 326            | 333                 |
| 2005      | 222            | 277                 |
| 2006      | 183            | 224                 |
| 2007      | 162            | 199                 |
| 2008      | 142            | 184                 |
| 2009      | 129            | 159                 |
| 2010      | 122            | 160                 |
| 2011      | 91             | 118                 |
| 2012      | 71             | 98                  |
| 2013      | 69             | 85                  |
| 2014      | 53             | 67                  |
| Insgesamt | 3237           | 3579                |